# Joe Flaherty
Joseph "Joe" O'Flaherty (Pittsburgh, Pennsylvania, 1941. június 21. – Toronto, 2024. április 1.) kétszeres Primetime Emmy-díjas amerikai komikus, színész.

## Életpályája
Joseph O'Flaherty 1941. június 21-én született a pennsylvaniai Pittsburghben, egy hétgyermekes család legidősebb gyermekeként. Édesapja a Westinghouse Electric gyártásvezetője volt. Édesapja ír származású, édesanyja pedig olasz származású volt.
Flaherty, mielőtt a drámai színháznál kezdett dolgozni négy évig szolgált az Egyesült Államok légierejénél. Később Chicagoba költözött, ahol 1969-ben Joe O'Flaherty néven a Second City Színházban kezdte komikus karrierjét, és olyan későbbi sztárokkal dolgozott együtt, mint John Belushi és Harold Ramis. Közben születési nevéből elhagyta az „O”-t, mivel volt egy másik Joseph O'Flaherty is, aki be volt jegyezve az Actors Equity-nél. 
Hét chicagói év után Torontóba költözött, hogy segítsen megalapítani a torontói Second City színtársulatot. Ezekben az években az SCTV egyik eredeti író/előadója volt, ahol nyolc évet töltött a műsorban, és olyan karaktereket játszott, mint Big Jim McBob (a Farm Film Reportból ismert).
Az SCTV 1984-ben abbahagyta a gyártást, majd még ugyanebben az évben Flaherty játszotta Floyd grófot egy rövidfilmben, amelyet a Rush rockzenekar koncertjein vetítettek a „The Weapon” című dal előtt, a Grace Under Pressure-t támogató turnéjukon.
1988-ban Flaherty újra eljátszotta Floyd gróf karakterét a The Completely Mental Misadventures of Ed Grimley című animációs sorozat élőszereplős részeiben, amelyet egy másik SCTV-s öregdiák, Martin Short készített és adott neki hangot.
Flaherty számos kultikusan népszerű filmben szerepelt, többek között a Western Union postai alkalmazottjaként, aki a Vissza a jövőbe II. rész (1989) című filmben kézbesíti Doc Brown 70 éves levelét Marty McFly-nak, valamint a Happy, a flúgos golfos című filmben az őrült „seggfej!” kiabáló rajongó, aki titokban az antagonista Shooter McGavinnek dolgozik. A Family Guy nyolcadik évadában Flaherty ismét a Western Union emberét alakította a „Valami, valami, valami, valami, sötét oldal” című részben.
1997-1998 között Flaherty szerepelt a Rendőrakadémia televíziós sorozatban, mint Stuart Hefilfinger parancsnok. A sorozat mindössze egy évadot élt meg. 1999-ben Flaherty csatlakozott a Freaks and Geeks, az NBC 1980-1981-es tanévben játszódó egyórás dramedyjének szereplőihez, amelyben Harold Weirt, két tinédzser „tökéletlen tökéletes” apját alakította. 1999-ben a sorozat – a rajongók elkötelezett kultusza ellenére – mindössze egy évadot élt meg.
Flaherty a CBS Férjek gyöngye című sitcomjában McAndrew atyaként, a Heffernanék templomának papjaként tűnt fel. Szerepelt a Bite TV eredeti műsorában, a ':Uncle Joe's Cartoon Playhouse-ban, és zsűritag volt a CBC The Second City's Next Comedy Legend című műsorában.
2001 és 2004 között különböző Disney-sorozatokban és filmekben szerepelt, többek között a Tarzan legendája és A legelő hősei című filmekben.
2018-ban Flaherty részt vett a torontói Elgin Színházban egy SCTV szereplőinek találkozóján, amelyet Martin Scorsese forgatott le egy még ki nem adott, az SCTV-ről szóló Netflix különkiadáshoz.
2004-től kezdve Flaherty a torontói Humber College's School of Creative and Performing Arts művészeti rezidense volt, ahol vígjátékíró kurzust tartott. Korábban segített megalapítani az iskola komédiaíró és előadói programját, amelynek művészeti vezetőjeként szolgált. Tagja volt a program tanácsadó bizottságának is.

## Magánélete és halála
Flaherty 22 évig, 1996-os válásukig Judith Dagley-vel volt házas. 1996-ban elváltak. 2 gyermekük született, Gudrun, aki szintén színésznő és író, és Gabriel. Testvérei, Paul (sz. 1945) és Dave (1948-2017) mindketten komédiaírók voltak.
Flaherty 2024. április 1-jén, 82 éves korában, rövid betegség után hunyt el.

## Jellemzések
Flaherty számos hírességet személyesített meg, többek között Kirk Douglast, Richard Nixont, Gregory Pecket, Alan Aldát, Bing Crosbyt, és Elvis Presleyt is.

### Filmek
| Év   | Cím                                        | Eredeti cím                              | Szerep                             | Megjegyzés     |
| ---- | ------------------------------------------ | ---------------------------------------- | ---------------------------------- | -------------- |
| 1976 |                                            | Tunnel Vision                            | Carl Michaelevich                  |                |
| 1979 | Meztelenek és bolondok                     | 1941                                     | Raoul Lipschitz                    |                |
| 1980 |                                            | Nothing Personal                         | Rendőr                             |                |
| 1980 |                                            | Double Negative                          | Roger                              |                |
| 1980 | Tragacsparádé                              | Used Cars                                | Sam Slaton                         |                |
| 1981 |                                            | By Design                                | Veterán apa                        |                |
| 1981 | Bombázók a seregnek                        | Stripes                                  | Határőr                            |                |
| 1981 |                                            | Heavy Metal                              | Ügyvéd, Tábornok (hangja)          |                |
| 1983 | Esze semmi, fogd meg jól!                  | Going Berserk                            | Chick Leff                         |                |
| 1984 | Johnny DeVeszélyes                         | Johnny Dangerously                       | Death Row bentlakó                 |                |
| 1985 | Szezám utca: A madár nyomában              | Sesame Street Presents: Follow That Bird | Sid Sleaze                         |                |
| 1986 | Nicsak, ki nyaral!                         | Club Paradise                            | Pilóta                             |                |
| 1986 | Egy őrült nyár                             | One Crazy Summer                         | Raymond tábornok                   |                |
| 1987 | Vérbeli hajsza                             | Innerspace                               | Beteg a váróban                    |                |
| 1987 | A rovar                                    | Blue Monkey                              | George Baker                       |                |
| 1988 |                                            | Kid Safe: The Video                      | Floyd gróf                         | Videó          |
| 1989 | Gyagyás nyomozás                           | Who's Harry Crumb?                       | Ajtón álló                         |                |
| 1989 | Ágyugolyófutam 3. – Sebességzóna           | Speed Zone                               | Vic DeRubis                        |                |
| 1989 | Vissza a jövőbe II.                        | Back to the Future Part II               | Western Union postai alkalmazottja |                |
| 1994 | Röfitábor                                  | A Pig's Tale                             | Milt                               | Videó          |
| 1995 |                                            | Stuart Saves His Family                  | Ray                                |                |
| 1996 | Happy, a flúgos golfos                     | Happy Gilmore                            | Donald Floyd                       |                |
| 1997 | Snowboard akadémia - Hóból is megárt a sok | Snowboard Academy                        | Mr. Barry                          | Videó          |
| 1997 | A lúzer                                    | The Wrong Guy                            | Fred Holden                        |                |
| 1999 | Detroit Rock City                          | Detroit Rock City                        | Phillip McNulty atya               |                |
| 2001 | Eszement Freddy                            | Freddy Got Fingered                      | William                            |                |
| 2002 | Svihákok - A nyúl viszi a puskát           | Slackers                                 | Mr. Leonard                        |                |
| 2003 | Nemzetbiztonság Bt.                        | National Security                        | Owen Fergus                        |                |
| 2004 | A legelő hősei                             | Home on the Range                        | Muci a kecske (hangja)             |                |
| 2004 | A híres Ron Burgundy legendája             | Anchorman: The Legend of Ron Burgundy    | Texas television station vezetője  | Törölt jelenet |
| 2004 |                                            | Phil the Alien                           | Hód (hangja)                       |                |